# Thiên niên kỷ
Thiên niên kỷ, còn gọi là thiên kỷ, là một khoảng thời gian dài 1000 năm. 3 thiên niên kỷ là 3000 năm.

## Đếm năm

### Số thứ tự
Phương pháp lúc ban đầu là đặt con số thứ tự vào trước hoặc sau dùng để chỉ thời gian, như năm thứ 1 Công Nguyên hoặc là năm thứ 10 của triều đại vua Henry VIII. Hiện nay con số thứ tự vẫn đưa vào tên gọi của thiên niên kỷ và thế kỷ, ví dụ như Thiên niên kỷ 1 hoặc thế kỷ 20 và trong cả thập kỷ.

### Số lượng
Trong những năm gần đây, phần lớn chúng ta đã chuyển sang thành năm trong đó thể hiện con số chỉ số năm ví dụ như năm 1945, 1989. Việc sử dụng năm 1999 Sau Công Nguyên không còn nữa. Sau này ngành khoa học đã sử dụng cách này, ví dụ như con số năm thiên văn. Vẫn có một vài trường hợp như ví dụ thập niên 1980 thể hiện những sự kiện có trong năm nay. Tuy nhiên, khi nói năm 1900 thì sẽ có thể hiểu là qua một thập kỷ hoặc một thế kỷ.

## Các quan điểm
Quan điểm 1: x001-y002
Vì 1 thiên niên kỷ bằng 1000 năm và không có năm 0, tức năm x000 sẽ không tính là một năm nên năm 1001 là kết thúc thiên niên kỷ thứ I. 1002 là năm bắt đầu thiên niên kỷ II. 2003 là thiên niên kỷ III. 3004 là thiên niên kỷ thứ IV. 
| 2 TCN | 1 TCN | 1 CN                                  | 2 CN                                  | 3                                     | 4                                     | 5                                     | ...                                   | 998                                   | 999                                   | 1000                                  | 1001 | 1002                | 1003                | ...                 | 1998                | 1999                | 2000                | 2001 | 2002 | 2003            | ..... | 3001 | 3002 | 3003 | 3004 |
|       |       | Một ngàn năm đầu tiên (Thiên niên kỷ) | Một ngàn năm đầu tiên (Thiên niên kỷ) | Một ngàn năm đầu tiên (Thiên niên kỷ) | Một ngàn năm đầu tiên (Thiên niên kỷ) | Một ngàn năm đầu tiên (Thiên niên kỷ) | Một ngàn năm đầu tiên (Thiên niên kỷ) | Một ngàn năm đầu tiên (Thiên niên kỷ) | Một ngàn năm đầu tiên (Thiên niên kỷ) | Một ngàn năm đầu tiên (Thiên niên kỷ) |      | Thiên niên kỷ thứ 2 | Thiên niên kỷ thứ 2 | Thiên niên kỷ thứ 2 | Thiên niên kỷ thứ 2 | Thiên niên kỷ thứ 2 | Thiên niên kỷ thứ 2 | TNK2 | TNK2 | Thiên niên kỷ 3 |       |      |      |      |      |

### Quan điểm 2: x000–x999
Đây là một quan điểm của Chủ nghĩa dân túy bắt đầu từ ngày chuyển qua năm 2000, tức là ngày 31 tháng 12 năm 1999. Chúng ta cảm thấy rằng khi chúng ta sống vào năm mà con số năm đó có hai con số 0 thì tạo ra một cảm giác rằng một thế kỷ mới bắt đầu. Và "cảm giác" này cũng tương tự đối với thập kỷ, ví dụ như từ 1980 đến 1989 là những năm 1980 hay gọi là "những năm 80". Tương tự như vậy khi đến năm 2000, thì phải đánh dấu là năm sự kiện, và tên gọi của giai đoạn 2000-2999 là "thiên niên kỷ 2000".
| −1 | 0                                 | 1                                 | 2                                 | 3                                 | 4                                 | 5                                 | ...                               | 998                               | 999                               | 1000                | 1001                | 1002                | ...                 | 1998                | 1999                | 2000                | 2001                | 2002                | ...                 | 2998                | 2999                | 3000 | 3001 | 3002 |
|    | Thiên niên kỷ đầu tiên (1000 năm) | Thiên niên kỷ đầu tiên (1000 năm) | Thiên niên kỷ đầu tiên (1000 năm) | Thiên niên kỷ đầu tiên (1000 năm) | Thiên niên kỷ đầu tiên (1000 năm) | Thiên niên kỷ đầu tiên (1000 năm) | Thiên niên kỷ đầu tiên (1000 năm) | Thiên niên kỷ đầu tiên (1000 năm) | Thiên niên kỷ đầu tiên (1000 năm) | Thiên niên kỷ thứ 2 | Thiên niên kỷ thứ 2 | Thiên niên kỷ thứ 2 | Thiên niên kỷ thứ 2 | Thiên niên kỷ thứ 2 | Thiên niên kỷ thứ 2 | Thiên niên kỷ thứ 3 | Thiên niên kỷ thứ 3 | Thiên niên kỷ thứ 3 | Thiên niên kỷ thứ 3 | Thiên niên kỷ thứ 3 | Thiên niên kỷ thứ 3 |      |      |      |

| 1 BC | 1 AD                                 | 2                                    | 3                                    | 4                                    | 5                                    | ...                                  | 998                                  | 999                                  | 1000                | 1001                | 1002                | ...                 | 1998                | 1999                | 2000                | 2001                | 2002                | ...                 | 2998                | 2999                | 3000 | 3001 | 3002 |
|      | Thiên niên kỷ đầu tiên (chỉ 999 năm) | Thiên niên kỷ đầu tiên (chỉ 999 năm) | Thiên niên kỷ đầu tiên (chỉ 999 năm) | Thiên niên kỷ đầu tiên (chỉ 999 năm) | Thiên niên kỷ đầu tiên (chỉ 999 năm) | Thiên niên kỷ đầu tiên (chỉ 999 năm) | Thiên niên kỷ đầu tiên (chỉ 999 năm) | Thiên niên kỷ đầu tiên (chỉ 999 năm) | Thiên niên kỷ thứ 2 | Thiên niên kỷ thứ 2 | Thiên niên kỷ thứ 2 | Thiên niên kỷ thứ 2 | Thiên niên kỷ thứ 2 | Thiên niên kỷ thứ 2 | Thiên niên kỷ thứ 3 | Thiên niên kỷ thứ 3 | Thiên niên kỷ thứ 3 | Thiên niên kỷ thứ 3 | Thiên niên kỷ thứ 3 | Thiên niên kỷ thứ 3 |      |      |      |

### Quan điểm 3: x001–y000
Một hội đồng nghiên cứu về các quan điểm chính xác cho một thiên niên kỷ mới vào ngày chuyển từ năm 2000 bước qua 2001 (tức là ngày 31 tháng 12 năm 2000) đã lập luận rằng, kể từ khi Lịch Giáo hoàng Gregorian (lịch mà ngày nay cả thế giới sử dụng) không có năm 0, nên thiên niên kỷ tính từ năm thứ 1 Công Nguyên. Vì vậy, trong giai đoạn đầu tiên của một nghìn năm là năm 1 CN  đến năm 1000 CN, và năm đầu tiên của Thiên niên kỷ thứ 2 là năm 1001 và như vậy kết thúc vào năm 2000.
| 2 TCN | 1 TCN | 1 CN                                  | 2 CN                                  | 3                                     | 4                                     | 5                                     | ...                                   | 998                                   | 999                                   | 1000                                  | 1001                | 1002                | ...                 | 1998                | 1999                | 2000                | 2001                | 2002                | ...                 | 2998                | 2999                | 3000                | 3001 | 3002 |
|       |       | Một ngàn năm đầu tiên (Thiên niên kỷ) | Một ngàn năm đầu tiên (Thiên niên kỷ) | Một ngàn năm đầu tiên (Thiên niên kỷ) | Một ngàn năm đầu tiên (Thiên niên kỷ) | Một ngàn năm đầu tiên (Thiên niên kỷ) | Một ngàn năm đầu tiên (Thiên niên kỷ) | Một ngàn năm đầu tiên (Thiên niên kỷ) | Một ngàn năm đầu tiên (Thiên niên kỷ) | Một ngàn năm đầu tiên (Thiên niên kỷ) | Thiên niên kỷ thứ 2 | Thiên niên kỷ thứ 2 | Thiên niên kỷ thứ 2 | Thiên niên kỷ thứ 2 | Thiên niên kỷ thứ 2 | Thiên niên kỷ thứ 2 | Thiên niên kỷ thứ 3 | Thiên niên kỷ thứ 3 | Thiên niên kỷ thứ 3 | Thiên niên kỷ thứ 3 | Thiên niên kỷ thứ 3 | Thiên niên kỷ thứ 3 |      |      |